# 14. п. н. е.
14. п. н. е. била је или обична година која почиње у четвртак или петак или преступна година која почиње у сриједу, четвртак или петакјулијанског календара и обична година која почиње уторком по пролептичком јулијанском календару. У то вријеме је била позната као година конзулства Краса и Лентула (или, ређе, 740. година Ab urbe condita). Деноминација 14. п. н. е. за ову годину се користи од раног средњег вијека, када је календарска ера Anno Domini постала преовлађујући метод у Европи за именовање година.

## Догађаји
- Припајање Јужних Алпа Римском царству.
- Венчање Публија Квинтилија Вара и Випсаније Марцеле
- Побуна у рудницима гвожђа у Кини под династијом Хан